# Sysstema albipicta
Sysstema albipicta là một loài bướm đêm trong họ Geometridae.